# Sieverstedt
Sieverstedt (dänisch: Siversted) ist eine Gemeinde im Kreis Schleswig-Flensburg am alten Ochsenweg in Schleswig-Holstein.

## Geografie

### Geographische Lage
Das Gemeindegebiet von Sieverstedt liegt im Landschaftsbereich Luusangeln. Dieser ist geprägt durch den Übergang von während der Saale- und Weichseleiszeit entstandenen hügeligen Endmoränen hin zum deutlich schwächer reliefierten Sanderbereich der Schleswigschen Geest. Etwas südlich des namengebenden Hauptdorfs fließt die Bollingstedter Au zunächst in westlicher Richtung vorbei, bevor sie etwas später in südliche Richtung einschwenkt. Sie ist ein linker Nebenfluss der Treene.

### Gemeindegliederung
Die Gemeinde Sieverstedt besteht aus den Orten Jalm (dän.: Hjalm), Sieverstedt, Stenderup, Stenderupau (Stenderup Å) und Süderschmedeby (Sønder Smedeby). Des Weiteren gehören eine Anzahl von Streusiedlungen zur Gemeinde Sieverstedt (z. B. Süderschmedebyfeld, Noderholz, Lehmland, Krittenburg usw.)

### Nachbargemeinden
Angrenzenden Gemeindegebiete sind:
|                        | Oeversee                                    | Großsolt  |
| Tarp                   | Kompassrose, die auf Nachbargemeinden zeigt | Havetoft  |
| Langstedt Bollingstedt | Stolk                                       | Klappholz |

## Geschichte
Sieverstedt ist in der heutigen Form eine noch recht junge Gemeinde. Sie wurde im Jahre 1971 neu gebildet. Ihre Einwohnerzahl ist von damals ca. 1300 Einwohnern auf heute etwa 1600 Einwohner gewachsen. Sie ist mit dem gleichnamigen Kirchspiel von der Fläche her identisch.
Im Gegensatz zu der noch jungen Gemeinde sind die Orte und ehemals selbstständigen Gemeinden über Jahrhunderte organisch und historisch gewachsene Siedlungskerne, deren Namen man in veränderter Form weit zurückverfolgen kann.

### Mittelalter
Das Dorf Stenderup wurde um 1196 Stenthorp genannt, was wohl mit Steindorf gedeutet werden kann. Im Jahr 1100 entstand die im romanischen Baustil aus Feldstein erbaute St.-Petri-Kirche. Stendorp war bis zur Reformation auch der Name des Kirchspiels. 1440 und 1463 heißt es dann Stendorp, 1511 wird Stendorpp und 1630 Stendorff genannt und bedeutet also Steindorf. In England gibt es ein Stainthorp, ein Ort, der auf die Beziehungen zur Auswanderung der Angeln aus ihrer Urheimat im Jahre 449 hinweist.
Nach „Jensens Angeln“ sind die auf -stedt endenden Ortsnamen als die ältesten anzusehen. Sie haben ihre Namen, so glaubt man, von dem ersten Siedler, im Falle Sieverstedt also von einem mit dem Namen Sievert. Der Ortsname änderte immer wieder seine Schreibweise. Im Jahr 1472 wird er als Suuetstedt, 1483 als Sunerstede, 1511 als Suderstede und 1670 als Suverstede überliefert. Es kann auch angenommen werden, dass die Dörfer Sieverstedt und Stenderup in früheren Jahren von den Süderschmedebyern als „Suderkaspel“ (also als Suderkirchspiel) bezeichnet wurden und der Name davon abgeleitet wurde.
Süderschmedeby, im Gegensatz zu Norderschmedeby bei Bau nördlich der Grenze, das nur noch Smedeby heißt, wird um 1342 Smedebu genannt. 1472 heißt es Smedeby, 1538 Smeby und 1681 Schmedebui. Namen mit der Endung -by stammen wahrscheinlich aus der späten Eisenzeit oder Wikingerzeit und sind dänischen oder schwedischen Ursprungs. Der Name ist als das Schmiededorf zu deuten. Hier wurde in der Feldmark Raseneisenerz gefunden und in besonderen Öfen gegossen und geschmiedet (Funde befinden sich im Dorfmuseum in Süderschmedeby). Auch Poppholz wird in alten Archiven öfter genannt. Hier soll der Bischof Poppo der Sage nach den dänischen König Harald Blauzahn in der nahen Helligbek (heiliger Bach, davor Jütenbach) getauft haben. 1472 hieß es Poppenholt, 1499 Popholte und 1648 Popholdt. Jalm hieß 1519 Hellym, 1543 Helm und 1667 Jallum.
So lassen sich auch weitere Ortsteile und Ausbauten deuten, wie etwa Thorwald oder Krittenburg. 180 nachgewiesene vor- und frühgeschichtliche Grabhügel, von denen heute nur noch wenige als solche erkennbar sind, wurden festgestellt und registriert. Viele wertvolle Funde stammen aus diesen Grabhügeln, darunter einige, die in ganz Norddeutschland und in Skandinavien von großem Seltenheitswert sind. Sie sind in den Museen in Schleswig und Flensburg, in Kopenhagen und Kiel ausgestellt. Aus der früheren Steinzeit fand und findet man Äxte und Steinbeile, die auf eine noch frühere Besiedelung hindeuten. Urnenfriedhöfe von etwa 1000 v. Chr. sind festgestellt worden. 500 Jahre später lernte man Raseneisenerz zu schmelzen und zu schmieden, womit das Ende der Bronzezeit eingeleitet wurde.
Genau wie heute lag auch damals schon die Gemeinde in einem „Verkehrsdreieck“, auf das die frühe und sehr zahlreiche Besiedelung zurückzuführen ist, nämlich der östliche Heerweg oder Ochsenweg, der Stapelholmer Weg und der Angelboweg. Im Gegensatz zu den Straßen von heute mieden die Wege Höhenzüge oder Niederungen und sie durchquerter Bäche und Flüsse, wo sie flaches Wasser vorfanden.
Ob in der Schlacht bei Eggebek am 12. August 1410 auch diese Dörfer in Mitleidenschaft gezogen wurden, ist nirgendwo vermerkt, doch ein großes Heer befand sich im Jahre 1522 dort. König Christian II. hatte den Landtag nach Stenderupau einberufen und er kam, wie zur Schlacht mit vielen Soldaten.

### Neuzeit
Im Dreißigjährigen Krieg waren es die Truppen Tillys und Wallensteins, die raubend und plündernd durch die Dörfer zogen. Die Menschen mussten in die Wälder flüchten, um das nackte Leben zu retten; Häuser und Höfe standen „wüste“, sie waren niedergebrannt und nicht mehr bewohnbar. In den Jahren 1848 und 1864 waren es Soldaten aus Schleswig-Holstein, Dänemark, Preußen und Österreich, die in den Dörfern Quartier bezogen. Von den Gefechten in der Gemeinde zeugen noch die Gräber. In Poppholz Westerhöh befindet sich das Grab des dänischen Secondlieutenants Wilhelm Carl Joseph von Nordberg, der hier am 24. Juni 1850 (bei der Schlacht bei Idstedt) fiel. In Süderschmedeby, unmittelbar neben der Straße, ist das Grab des österreichischen Korporals Joseph Ecielsky, der am 6. Februar 1864 an dieser Stelle, vor dem Gefecht von Oeversee, gefallen ist.

### Eingemeindungen
Am 1. April 1971 wurden die bis dahin selbständigen Gemeinden Stenderup bei Havetoft und Süderschmedeby in die neue Gemeinde Sieverstedt eingegliedert.

## Politik

### Gemeindevertretung
Bei der Kommunalwahl am 14. Mai 2023 wurden insgesamt dreizehn Sitze vergeben. Die CDU erhielt sieben Sitze und die Wählergemeinschaft Unabhängige Bürger für Sieverstedt sechs Sitze.

### Wappen
Blasonierung: „Von Blau und Grün durch einen schmalen goldenen Wellenbalken gesenkt geteilt. Oben ein goldenes Steingrab aus drei Tragsteinen und einem Deckenstein, belegt mit einer roten Mitra. In den Oberecken rechts von einem kleinen goldenen Amboss, links von einem kleinen goldenen Schlüssel begleitet.“
Das Wappen der Gemeinde Sieverstedt verbindet verschiedene historische Symbole aus der Geschichte der Siedlungen Sieverstedts. Der Amboss weist auf die Schmiedetradition Süderschmedebys hin und der Schlüssel auf die alte historische Kirche von Sieverstedt. Das zentrale Element des Wappens ist der stilisierte Poppostein mit einer Bischofsmütze in der Mitte, der auf die Sage des sog. Poppostein hinweist. Die Wellenlinie im unteren Bereich soll die Bollingstedter Au symbolisieren, welche die Gemeinde durchfließt. Die Farbgebung des Wappens verweist auf die Zugehörigkeit zum Herzogtum Schleswig.

## Wirtschaft
Über dreißig Gewerbebetriebe beschäftigen viele Sieverstedter; circa einhundert auswärtige Personen kommen zur Arbeit in die Gemeinde Sieverstedt. Über sechshundert Sieverstedter arbeiten außerhalb von Sieverstedt.

### Verkehr
Autobahnanbindung über die Autobahnabfahrt Tarp der Bundesautobahn 7.
Die Zuganbindung erfolgt über die Haltestelle Tarp der Linie Hamburg-Flensburg und über Sörup der Linie Flensburg-Kiel.
Der ÖPNV (Öffentliche Personennahverkehr) wird durch eine Busverbindung abgewickelt, die stündlich in Nord- bzw. Südrichtung verkehrt.

### Bildungseinrichtungen
Die Grund- und Hauptschule wurde 1971 erbaut. Die Grundschule (vier Klassen) vor Ort, die Realschule in Tarp und die Gymnasien in Flensburg, Schleswig und Satrup decken den Schulbedarf der Kinder ab.
Die kleinen Kinder gehen in einen zweizügigen Kindergarten, der 1994 erbaut wurde.

### Freizeit- und Sportanlagen
In der Gemeinde sind eine Turnhalle, ein Kleinspielfeld, ein Sportplatz, ein Schwimmbad, eine Reithalle, ein Jugendraum, eine Altentagesstätte und Kinderspielplätze vorhanden.

## Kultur und Sehenswürdigkeiten
Vereinstätigkeiten werden im Sportverein (450 Mitglieder), Voltigierverein, Ringreiterverein, Schützenverein, Männerchor, Singkreis, Landfrauenverein, DRK-Ortsverein, Börsenclub, in der Jugendgruppe sowie in den zwei Freiwillige Feuerwehren mit einer breiten Palette von Freizeitbeschäftigungen angeboten.
In der Liste der Kulturdenkmale in Sieverstedt stehen die in der Denkmalliste des Landes Schleswig-Holstein eingetragenen Kulturdenkmale.

### Museen
In der Eisenzeitliche Sammlung Süderschmedeby sind volkskundliche Sammlungsgegenstände ausgestellt. Als Schwerpunkt dokumentiert diese Sammlung die vorgeschichtliche Eisengewinnung und -verarbeitung aus Raseneisenerz. Es ist eine alte Eisenverhüttungsanlage rekonstruiert worden. Leider wurde das Museum aufgelöst.

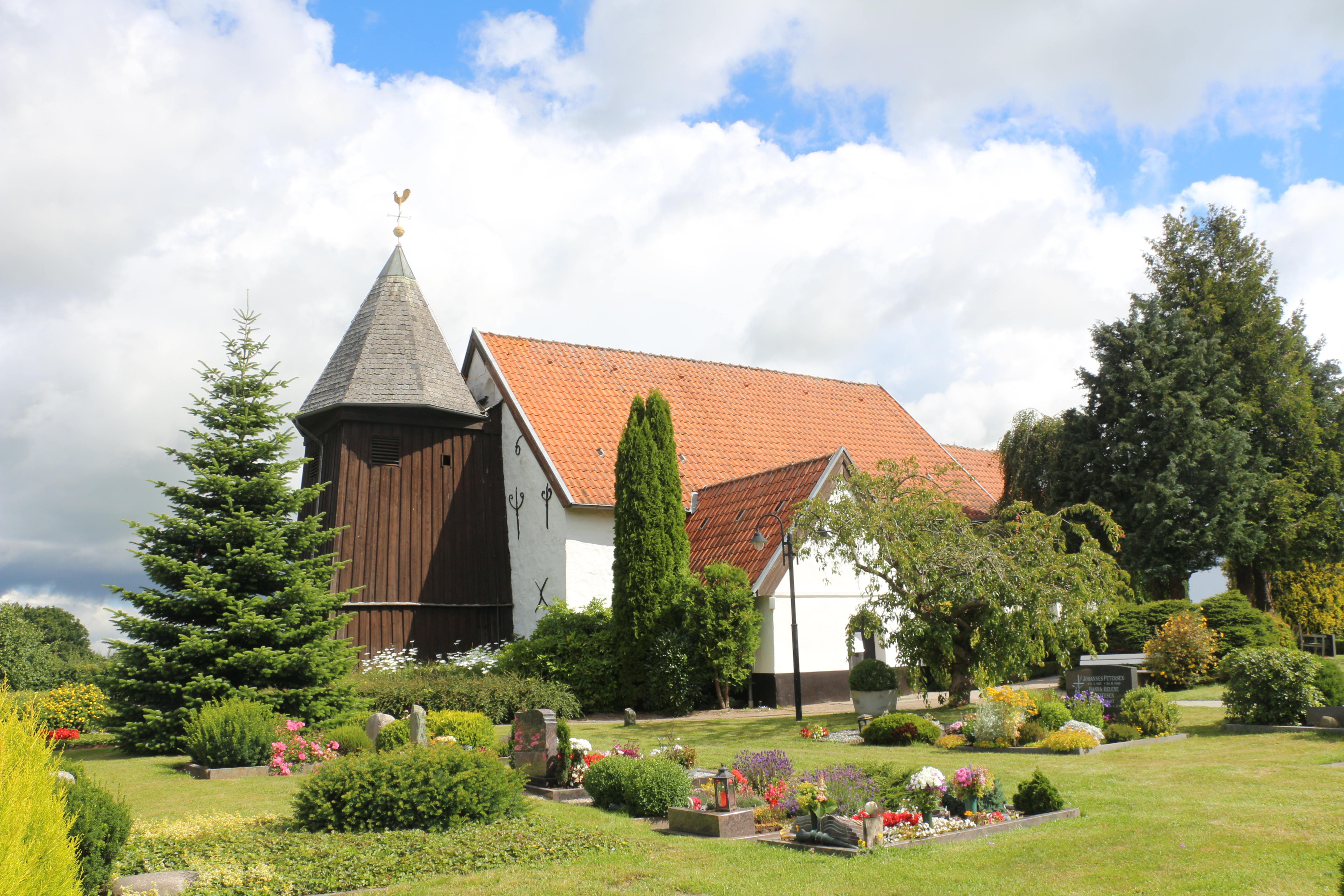
St.-Petri-Kirche

### St.-Petri-Kirche
Im 12. Jahrhundert wurde die St.-Petri-Kirche als romanische Feldsteinkirche in Stenderup erbaut.
Im Inneren ist Rankenmalerei aus der Zeit der Gotik erhalten.

## Persönlichkeiten
- Diedrich Harries (1791–1857), evangelisch-Lutherischer Geistlicher und Altertumsforscher